# Geoffrey Ingram Taylor
Geoffrey Ingram Taylor (häufig kurz G. I. genannt) (* 7. März 1886 in St John’s Wood, England; † 27. Juni 1975 in Cambridge, England) war ein britischer Angewandter Mathematiker und Physiker. Seine Arbeitsschwerpunkte waren die Strömungsmechanik und Festkörpermechanik, wobei seine Forschungen Anwendungsgebiete von der Ozeanographie über Kristallplastizität
 bis zum überschallschnellen Flug umfasste.

## Leben
Taylor war der Sohn eines Malers (und Innendekorateurs von Ozeandampfern) und mütterlicherseits Enkel von George Boole und Mary Everest Boole (Alicia Boole Stott war seine Tante). Er interessierte sich schon von Jugend auf für Naturwissenschaften (als Jugendlicher traf er Lord Kelvin) und studierte ab 1899 am University College und ab 1905 mit einem gewonnenen Stipendium am Trinity College in Cambridge. Zuerst studierte er Mathematik unter anderem bei Godfrey Harold Hardy, Alfred North Whitehead und Edmund Taylor Whittaker, wechselte dann zur Physik. Er gewann den Smith-Preis mit einer Arbeit über Stoßwellen, arbeitete experimentell unter J. J. Thomson und wurde 1910 Fellow des Trinity College. Die Beschäftigung mit Turbulenz führte dazu, dass er Reader für Dynamische Meteorologie wurde, und brachte ihm 1915 den Adams-Preis. Als Meteorologe war er 1913 an Bord der Eisberg-Patrouillen auf der Scotia, die nach dem Titanic-Untergang eingerichtet worden waren.
Im Ersten Weltkrieg arbeitete er theoretisch über die mechanische Belastung und Stabilität von Propellerflügeln in der staatlichen Flugzeugfabrik in Farnborough, wobei er auch Fliegen und Fallschirmspringen lernte. Nach dem Krieg war er Lecturer am Trinity College und ab 1923 Royal Society Research Professor, worauf er sich ganz der Forschung widmete. Im Jahr 1934 erkannte Taylor, etwa zeitgleich mit Michael Polanyi und Egon Orowan, dass die plastische Verformung duktiler Materialien mit der 1905 von Vito Volterra entwickelten Versetzungstheorie erklärt werden konnte. Diese Erkenntnis war entscheidend für die Entwicklung der modernen Festkörpermechanik.
Im Zweiten Weltkrieg untersuchte er Stosswellen bei Explosionen, sowohl in Luft als auch unter Wasser. 1952 ging er in den Ruhestand, forschte aber weiter, bis er 1972 aus Gesundheitsgründen (Schlaganfall) seine Forschungen aufgeben musste.
Die große Anzahl der nach ihm benannten Bezeichnungen (Taylor-Zahl, Taylor-Couette-Instabilität mit Maurice Couette, Taylor-Wirbel, Rayleigh-Taylor-Instabilität, Taylor-Mikroskala, Saffman-Taylor-Instabilität (mit Philip Saffman), Taylor-Proudman-Theorem, Taylor-Dispersion) zeugt von seinen Leistungen in der Hydrodynamik. Er war nicht nur ein hervorragender Theoretiker, sondern experimentierte auch, wozu er einen eigenen Raum im Cavendish Laboratory hatte.
1908 zeigte er in einem Beugungsexperiment mit sehr schwacher Lichtquelle (Taylor-Experiment) die Quantennatur des Lichts, die zuvor Albert Einstein vorhergesagt hatte.
1919 wurde er als Mitglied („Fellow“) in die Royal Society gewählt, die ihm 1933 die Royal Medal und 1944 die Copley-Medaille verlieh. 1925 wurde er zum korrespondierenden Mitglied der Göttinger Akademie der Wissenschaften gewählt. Die Royal Society of Edinburgh nahm ihn 1938 als Ehrenmitglied (Honorary Fellow) auf. 1940 wurde er in die Königlich Niederländische Akademie der Wissenschaften, 1945 in die National Academy of Sciences, 1946 in die Académie des sciences, 1955 in die American Philosophical Society und 1956 in die American Academy of Arts and Sciences gewählt. 1965 wurde er mit der James-Watt-Medaille ausgezeichnet. 1972 erhielt er den ersten Theodore von Kármán Prize.
Von 1925 bis zu ihrem Tod 1967 war er mit Stephanie Ravenhill verheiratet, hatte aber keine Kinder. In seiner Freizeit beschäftigte er sich mit Botanik. Er war auch ein begeisterter Segler und erfand eine eigene Anker-Konstruktion.
Zu seinen Ehren wird die G. I. Taylor Medal der Society of Engineering vergeben.